# Saint-Dizant-du-Gua
Saint-Dizant-du-Gua è un comune francese di 533 abitanti situato nel dipartimento della Charente Marittima nella regione della Nuova Aquitania.

## Società

### Evoluzione demografica
Abitanti censiti